# Moishe Postone
Moishe (Morris) Postone (ur. 17 kwietnia 1942, zm. 19 marca 2018) – amerykański historyk, politolog i socjolog o poglądach marksistowskich.

## Życiorys
W 1963 ukończył biochemię na University of Chicago, a następnie historię na tej samej uczelni. Tytuł doktora w zakresie politologii i socjologii uzyskał w 1983 na J.W. Goethe-Universität we Frankfurcie. Od tego roku pracuje na University of Chicago, gdzie w 2005 został profesorem.
Publikował m.in. na łamach czasopism "International Journal of Politics", "New German Critique" i "History and Theory". W Polsce jego artykuły publikuje "Dalej! pismo socjalistyczne".

## Książki
- Time, Labor, and Social Domination: A Reinterpretation of Marx's Critical Theory (1993)
- History and Heteronomy: Critical Essays (2009)